# Portus Albus
Portus Albus è una località dell'Itinerario antonino, situata a sei miglia da Carteia e dodici da Mellaria.
Potrebbe coincidere con un piccolo porto o imbarcadero nei pressi del fiume Palmones, nell'attuale località El Rinconcillo, dove sono stati localizzati resti di saline e diverse fabbriche di vasellame, molto probabilmente di supporto alle industrie di salamoia di Iulia Traducta (l'odierna Algeciras), che dimostrano l'esistenza di intense attività commerciali, portuensi e pescherecce di epoca romana intorno alla città attuale.
Un'altra possibilità che l'attuale archeologia ipotizza, è che Portus Albus sia il nome dato al porto della città di Iulia Traducta, forse posto alla foce del fiume Miel o nell'Isla Verde: questo spiegherebbe perché essa sia citata nell'Itinerario antonino mentre Iulia Traducta no.